# Château de Puits
Ne doit pas être confondu avec Château des Puits.
Le château de Puits est situé à Puits, dans le département français de la Côte-d'Or.

## Localisation
Le château est situé sur la RD 101F entre les deux moitiés du bourg sur un petit tertre dominant le village.

## Historique
Dès 1239, l’existence de la forteresse de Puits est attestée par un accord d’héritage arbitré par Hugues, duc de Bourgogne. Le château passe ensuite entre diverses mains et en 1774 l’abbé Courtépée le décrit comme « un ancien château fort où les habitants d'Etais et de Coulmier avaient droit de retrait »[réf. souhaitée].
La porte est inscrite monument historique par arrêté du 8 décembre 1941 puis la façade et les toitures du bâtiment principal par arrêté du 6 juillet 1971.

## Architecture
Le château actuel se compose de deux bâtiments rectangulaires parallèles, perpendiculaires au rebord du plateau au sud et d'un massif d'entrée isolé au nord, partie la plus ancienne de l'ensemble. Au sud, une terrasse rectangulaire avance sur l'escarpement. La poterne, du XVe siècle, est percée d'une porte charretière plein-cintre, d’une porte piétonne et est surmontée d'une bretèche en encorbellement percée de quatre canonnières. Elle est accostée à droite à une maison-tour à deux étages, percée côté cour de baies rectangulaires à chanfrein droit. À l'est de la cour, le corps de logis est composé de deux bâtiments parallèles ; le bâtiment nord, qui accueille l’actuelle mairie, a été reconstruit au XIXe siècle sur les bases d'un bâtiment plus ancien. Au sud le bâtiment principal, vraisemblablement du XVIIe siècle, est de style Renaissance.[réf. souhaitée]

## Mobilier
Le château est une propriété privée, il ne se visite pas.

## Annexe